# Dawsicola neglecta
Dawsicola neglecta är en svampart som beskrevs av Döbbeler 1981. Dawsicola neglecta ingår i släktet Dawsicola, ordningen disksvampar, klassen Leotiomycetes, divisionen sporsäcksvampar och riket svampar.   Inga underarter finns listade i Catalogue of Life.